# Concilios de Clovesho
Los Concilios de Clovesho fueron una serie de sínodos celebrados en Inglaterra a lo largo de los siglos VIII y IX.
La situación de Clovesho no ha sido hasta el momento localizada de forma concluyente, aunque se supone que se halla no muy lejos de Londres. Se ha propuesto que se trata de la villa de Cliffe, en Kent, cerca de Rochester, antes conocida como Cliffe-at-Hoo. El sacerdote John Lingard sugirió, por su parte, que se trata de Abingdon-on-Thames, en Oxfordshire, y Kemble apostó por Tewkesbury, aunque Haddan y Stubbs consideran que estas conjeturas están basada en pruebas no fiables.